# Эрез (контрольно-пропускной пункт)
Э́рез (ивр. מעבר ארז‎, араб. معبر بيت حانون‎) — пограничный контрольно-пропускной пункт на границе Израиля и сектора Газа, расположен в северной части сектора Газа.
КПП «Эрез» существовал в промышленной зоне «Эрез», где работали израильские и палестинские рабочие. Начиная с времени интифады Аль-Акса, палестинцы начали террор в промышленной зоне, проявлющийся в обстрелах промышленной зоны, в проникновении и нападениях на работодателей и работников. После многих террористических нападений, заводы начали закрываться, и в конечном итоге обе стороны отказались от этого промышленного района.
Пересечение КПП «Эрез» в настоящее время ограничено арабскими жителями, находящимися под юрисдикцией Палестинской администрации и египетских граждан или должностных лиц организаций международной помощи.